# Société des Amis du Muséum national d'histoire naturelle et du Jardin des plantes
La Société des Amis du Muséum national d'histoire naturelle et du Jardin des plantes (plus communément appelée « Les Amis du Muséum ») est une association loi de 1901, créée en 1907, et reconnue d’utilité publique par décret en date du 28 juillet 1926. Selon ses statuts, elle a pour but de donner son appui moral et financier au Muséum national d'histoire naturelle, d’enrichir ses collections, ménageries, laboratoires, serres, jardins et bibliothèques, et de favoriser les travaux scientifiques et l’enseignement qui y est dispensé.
La Société des Amis du Muséum fait partie de la Fédération française des Sociétés de sciences naturelles et siège au 57 rue Cuvier, dans la maison de Georges Cuvier, dans le jardin des plantes de Paris.

## Historique
La Société est fondée en 1907 par l’anatomiste et zoologiste Edmond Perrier, alors directeur du Muséum,. À cette époque déjà, le Muséum manque de moyens publics pour enrichir ses collections, améliorer ses présentations et organiser des expositions thématiques et c’est pourquoi Edmond Perrier, pour soutenir les actions du Muséum, crée la Société des Amis du Muséum qui, de par la loi, peut organiser des souscriptions, rechercher des partenaires privés et des mécènes. Son premier président est le sculpteur Léon Bourgeois, alors ministre, sénateur, président du Sénat et sera plus tard président du premier Conseil de la Société des Nations et lauréat du prix Nobel de la paix,. Parmi les premiers Amis du Muséum on compte de nombreuses autres personnalités en vue qui utilisent leur notoriété pour obtenir des aides financières. Parmi elles, Aristide Briand, Raymond Poincaré, Émile Loubet, Paul Doumer, les princes Albert Ier de Monaco et Roland Bonaparte ainsi qu’Edmond de Rothschild. En 1909, le premier don que les Amis offrent au Muséum est un fossile d’ichthyosaure, toujours exposé dans la galerie de Paléontologie. En outre, dès ses débuts, la Société organise diverses activités pour ses membres.
À partir de 1913 paraît la première publication des Amis du Muséum : les Nouvelles du Muséum . Elle informe les membres des activités du Muséum et de la Société : c’est l’ancêtre de l’actuel Bulletin. En 1933 déjà elle inclut au moins un article scientifique par numéro, parfois partagé avec d’autres revues scientifiques. C’est en 1935 que le cachet des Amis de Muséum est dessiné, représentant les trois règnes minéral, végétal et animal en évoquant la silhouette du Cèdre de Jussieu poussant sur les flancs du « Labyrinthe »,,,. De nombreux numéros ont paru depuis ces débuts, avec des interruptions dues aux guerres et parfois au manque de fonds. Le Bulletin continue d’être publié chaque trimestre et reste gratuit pour les membres de la Société. Depuis 2012 le Bulletin inclut un supplément : « L’Espace Jeunes », mais déjà en 1935 une « section juniors » existait pour les moins de quinze ans.
En 1926, sous la présidence de Paul Doumer, à l’époque ministre des finances, les Amis du Muséum reçoivent la reconnaissance d'utilité publique qui leur permet de recevoir des dons et legs du gouvernement français. Dans les années 1930, deux filiales sont ouvertes à Arcachon et Tananarive avec pour but d'y relayer localement l'action du Muséum. En outre, la Société tient un rôle notable en 1926, à l’occasion de la « Journée Pasteur », en organisant une souscription pour financer le Vivarium de la Ménagerie du Jardin des plantes et en 1934 pour financer la création de ce que l’on appelait alors le Zoo de Vincennes.

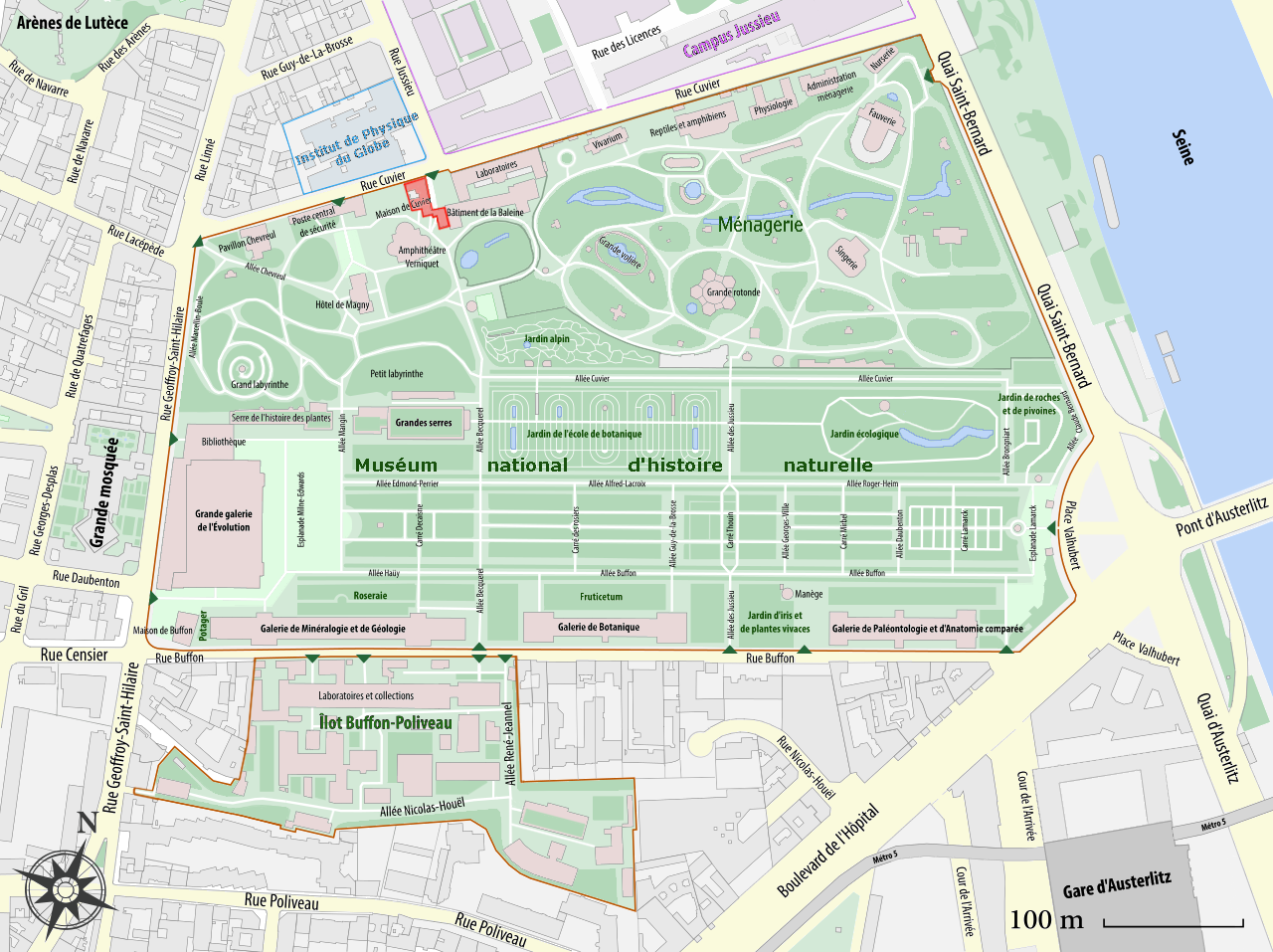
Emplacement au Jardin des Plantes de la Maison de Cuvier, abritant entre autres la Société des Amis du Muséum national d'histoire naturelle.

Le secrétariat ferme lors de l’invasion de 1940 mais la Société survit : les conférences reprennent en 1941 (une par mois) et Marcel Duvau, secrétaire général de 1932 à 1957, réussit en 1942 à obtenir de la préfecture de Paris le permis de publier un numéro du bulletin qui sera le seul jusqu’en 1948 lorsqu’il reparaît sous le nom de Feuille d'information. Dans les années 1950, la Société connaît une grande activité et atteint environ 12 000 membres vers 1955. Le Muséum, alors dirigé par le mycologue Roger Heim (ancien résistant, déporté à Mathausen), l’accueille dans la maison de Cuvier fin 1953. Dans les années 1960, l’activité de la Société diminue quelque peu, mais son conseil d’administration s’enrichit de personnalités comme le biologiste Jean Rostand et l’écrivain Maurice Genevoix qui assure la présidence de 1970 à 1980.
Après la disparition de Maurice Genevoix, la présidence du professeur Maurice Fontaine est marquée par l’obtention de la gratuité d’entrée dans tous les sites du Muséum, dont les membres de la S.A.M. ont bénéficié de 1907 à 1923 et de 1990 à 2023, ce qui, durant ces périodes, a notablement élargi la notoriété du Muséum (sans que cela puisse être évalué comptablement). De 1991 à 2004, sous la présidence d’Yves Laissus secondé par le professeur Raymond Pujol, secrétaire général, l’effectif de la Société atteint 2500 membres. Depuis 2004 et son centenaire en 2007, la Société, présidée par le professeur Jean-Pierre Gasc, augmente sa visibilité à travers notamment l’univers numérique, tout en développant ses missions traditionnelles : aides au Muséum, sorties et excursions scientifiques, conférences ouvertes à tous, participation annuelle à la Fête de la Nature et à la Fête de la Science organisées par le Muséum, projet de reconstitution du bassin historique des nymphéas de l’esplanade Milne-Edwards. Ces activités font partie des missions statutaires de la Société : faire connaître au plus large public possible et aux média l’importance du Muséum en particulier et de l’histoire naturelle en général, ainsi que le caractère indispensable des recherches sur l’environnement global, dans un contexte où les sciences naturelles continuent à être le plus souvent considérées comme marginales en regard des exigences de l’activité économique, ou encore d’« importance mineure » en regard des « sciences exactes » (terme inapproprié supposant qu’il existerait des « sciences inexactes »),,,.
Une autre mission statutaire est la sensibilisation et la recherche de financements pour les travaux de rénovation et de mise aux normes des présentations et des collections du Muséum, alors que les moyens publics sont toujours aussi insuffisants, entraînant des fermetures prolongées (galerie de Zoologie : 28 ans de 1966 à 1994 ; galerie de Minéralogie et de Géologie : 10 ans de 2004 à 2014 ; musée de l'Homme : 6 ans de 2009 à 2015 ; zoo de Vincennes : 6 ans de 2008 à 2014 ; grandes Serres : 5 ans de 2005 à 2010). Bien souvent, les pouvoirs publics tutélaires n’agissent que lorsque la vétusté ou l’indigence de moyens sont subitement médiatisées à la suite d’accidents dans les installations. C’est là que l’activité de la Société est plus jamais d’actualité au XXIe siècle car en dépit des prises de conscience récentes (surtout dans la jeunesse) et des discours environnementalistes à la mode, la tradition du « compte-gouttes » budgétaire n’a pas disparu et les appels à partenariat et mécénat restent indispensables pour sauver des éléments du patrimoine du Muséum tels que le mobilier, les grands tableaux à l’huile et le mobilier de la galerie de Minéralogie et de Géologie, la gloriette de Buffon devenue dangereuse ou encore l’abri des chevaux de Przewalski dans la Ménagerie. 

### Chronologie des acquisitions et de divers autres évènements
- 1909 : Ichthyosaure fossile[5]

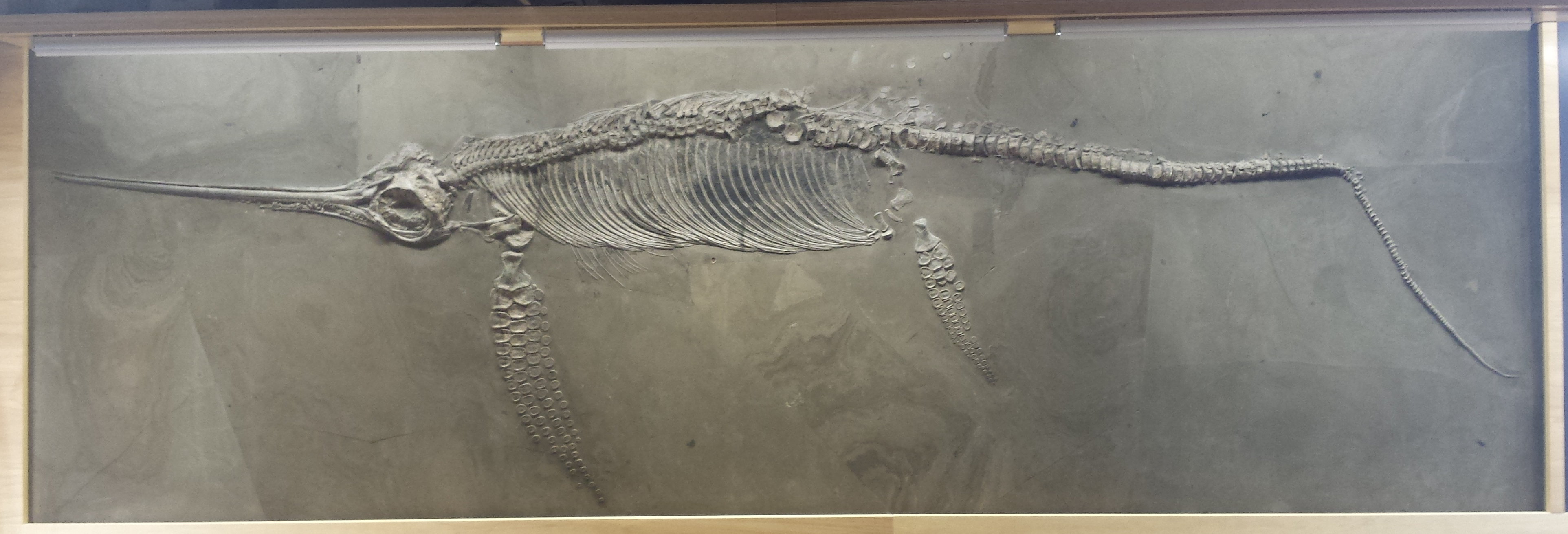
L'Ichthyosaure acquis par la S.A.M. et exposé depuis 1909 à la galerie de Paléontologie et d'Anatomie comparée.

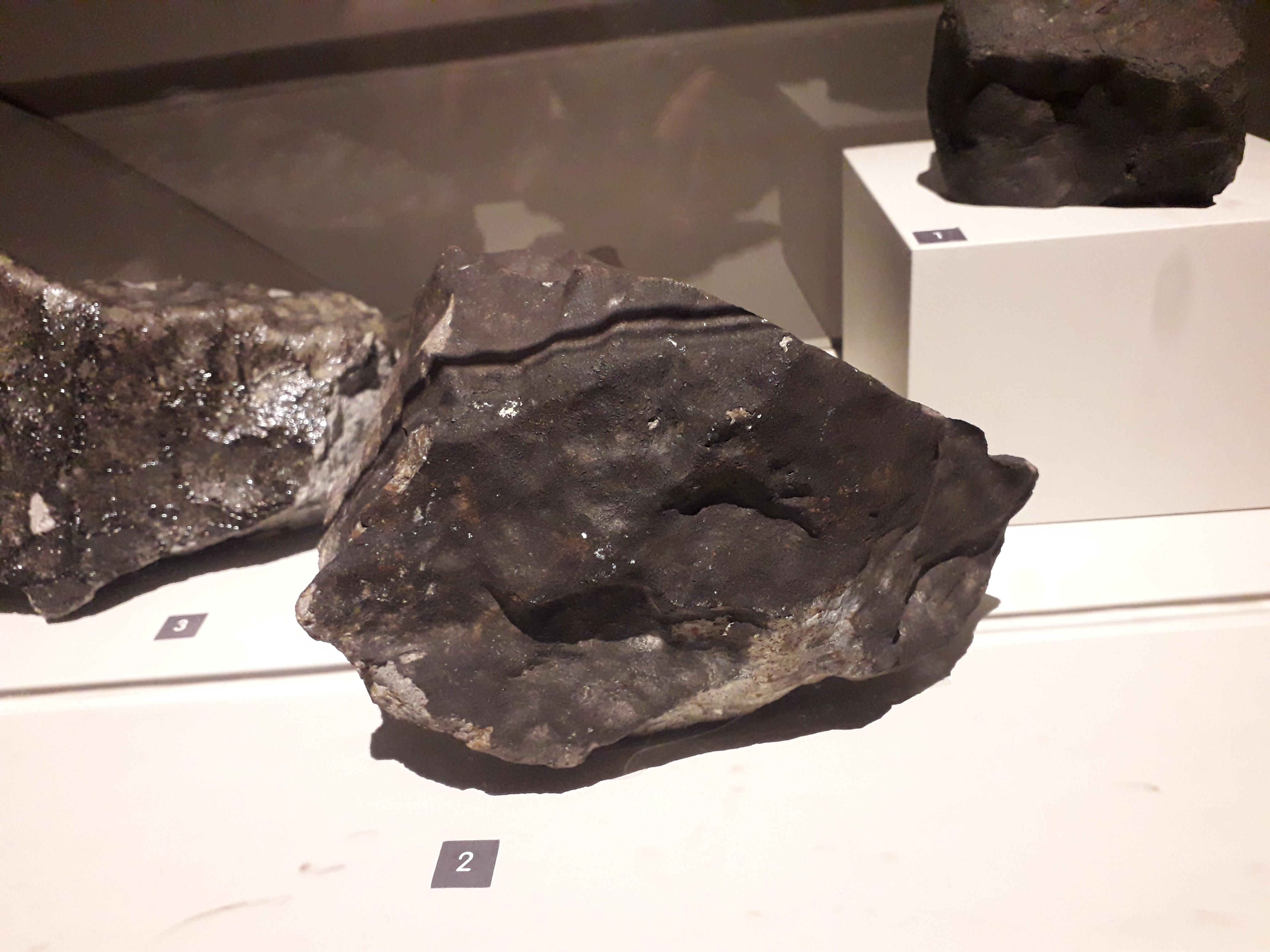
Météorite de Draveil exposée à la galerie de Minéralogie et de Géologie.

- 1910 : Dessins d'Helen du Moustier de Marsilly[23]
- 1913 : Collections d'insectes pour le laboratoire d'entomologie
- 1933 : Collections de lépidoptères de Hans Fruhstorfer[5]
- 1957 : Achat par la Société des Amis du terrain dit « abri Pataud », situé aux Eyzies-de-Tayac (Dordogne) et donation au Muséum
- 1993 : Collections de vélins de C. Herpe-Graziani
- 1995  
  - 920 documents de correspondance adressée à Gabriel Bertrand
  - lettres de Buffon a Suzanne Curchod
  - manuscrits du Marquis de Condorcet
- 1996  
  - collections de la faune africaine pour le laboratoire de Zoologie
  - collections d'amphibiens du Zaïre pour le laboratoire de Zoologie - Herpétologie
- 1997  
  - ouvrage de C. Jacqueme Poissons et animaux marins
  - collections d'aquarelles de Madeleine Basseporte Faune et flore d'Île-de-France
- 1998 
  - gouaches ornithologiques de Wahast
  - porte-documents du Georges Cuvier
- 1999 
  - manuscrits d'Alcide d'Orbigny Voyages dans l'Amérique méridionale[24]
  - 2000
  - manuscrit de Buffon Les époques de la nature
  - onze planches originales représentant des insectes par Gaëtan du Chatenet
- 2001 : ouvrages scientifiques pour le laboratoire de Zoologie - Mammifères et Oiseaux
- 2003 
  - spécimens de cristaux de cinabres sur quartz du Kirghizistan et fluorite sur quartz de Russie
  - documents relatifs à Pierre-Joseph Redouté
- 2004 : manuscrits de Jean-Henri Fabre destiné à l'Harmas
- 2005 : manuscrits autographes d'histoire naturelle de Jean-Henri Fabre
- 2006 : ouvrage d'Étienne de Laigue Singulier traite sur des tortues, escargots et grenouilles et artichauts [25]
- 2007 
  - Rénovation de la statue de Buffon par Carlus
  - Publication de l’Histoire naturelle des courges d’Antoine-Nicolas Duchesne
- 2009 : Manuscrits autographes d’A.-L. de Jussieu, d’A. Thouin, de C. Darwin
- 2010 : Flore de Nicolas François Regnault (85 planches du XVIIIe siècle) et photographies du duc d’Orléans.
- 2012 
  - Participation financière à la réalisation d’un film biographique sur Théodore Monod
  - Soutien à la publication de : Animal certifié conforme, sous la direction de B.Lizet et J.Milliet (Ed. Dunod).
- 2013 : Achat de la météorite de Draveil pour la collection de minéralogie du Muséum.
- 2014 : Exposition au CARAN à Paris : Retour à l’Eden, une expédition au temps des lumières en Tasmanie

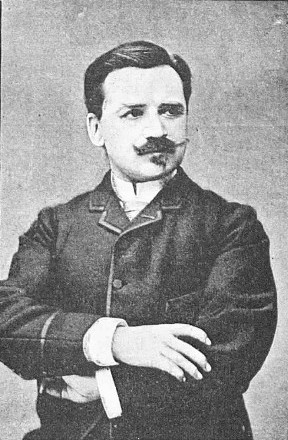
Edmond Perrier fondateur de la société.

Léon Bourgeois 1er président de la société.

### Présidents[5]
- 1907 - 1922 : Léon Bourgeois, sculpteur et homme politique
- 1922 - 1931 : Paul Doumer, président de la République
- 1932 - 1945 : Marcel Olivier, auteur et gouverneur général de Madagascar
- 1945 - 1961 : Jules Marcel de Coppet, gouverneur de Madagascar
- 1961 - 1968 : Julien Marnier-Lapostolle, botaniste
- 1968 - 1969 : Robert Genty, colonel
- 1970 - 1980 : Maurice Genevoix, écrivain, romancier et poète
- 1981 - 1991 : Maurice Fontaine, biologiste
- 1991 - 2004 : Yves Laissus, archiviste paléographe, ancien directeur de la bibliothèque centrale du Muséum, inspecteur général honoraire des bibliothèques
- 2004 - 2016 : Jean-Pierre Gasc, spécialiste de la locomotion des vertébrés, professeur émérite du Muséum national d'histoire naturelle
- Depuis 2016 : Bernard Bodo, spécialiste de la chimie des substances naturelles, professeur émérite du Muséum national d'histoire naturelle.

## Services
La Société des Amis du Muséum comptait en 2022 plus de 4 000 adhérents et son action comprend, :
- le financement de projets scientifiques et de mission de chercheurs du Muséum, souvent de jeunes doctorants ;
- l'acquisition de spécimens pour les collections du Muséum ;
- l' acquisition d’ouvrages pour la bibliothèque du Muséum ;
- le financement de projets éditoriaux et d’ouvrages ;
- l'organisation de conférences hebdomadaires durant l’année scolaire, fréquemment données par des chercheurs ayant reçu une aide financière de la Société.

La société offre à ses adhérents des facilités :
- entre 1907 et 1923, et entre 1990 et 2023, gratuité sur l’ensemble des sites parisiens du Muséum[28] ;
- tarif réduit sur les autres sites du Muséum : arboretum de Chèvreloup, Harmas de Jean-Henri Fabre, etc ;
- voyages d’études et sorties en France et à l’étranger ;
- réductions sur de nombreux ouvrages d’histoire naturelle (35% sur les Publications scientifiques du Muséum ainsi que d’autres réductions) ;
- Cours de dessin animalier pour les jeunes (En partenariat avec le Muséum) ;
- Le Bulletin des Amis du Muséum, magazine trimestriel qui inclut un supplément Espace Jeunes ;
- Le secrétariat de la Société, sis dans la Maison de Cuvier, rue Cuvier, est ouvert de 14h30 à 17h30, du mardi au samedi inclus : il accueille et informe les sociétaires, enregistre les adhésions, organise et planifie les activités et les sorties.